# Galisteo (Spanyolország)
Galisteo (extremadurai nyelven Galisteu) egy község Spanyolországban, Cáceres tartományban. Galisteo Aldehuela de Jerte, Plasencia, Riolobos, Alagón del Río, Montehermoso, Valdeobispo és Carcaboso községekkel határos. Lakosainak száma 835 fő (2024).

## Népesség
A település népessége az elmúlt években az alábbi módon változott:
| Lakosok száma | 1988 | 1992 | 2001 | 1968 | 1055 | 1006 | 1009 | 918  | 902  | 835  |
|               | 2001 | 2004 | 2006 | 2009 | 2011 | 2014 | 2016 | 2019 | 2021 | 2024 |